# Калина, Анастасия Вячеславовна
Анастаси́я Вячесла́вовна Калина (род. 1 сентября 1989 года в Пскове) — российская и белорусская биатлонистка, до 2013 года выступавшая под российским флагом. В сезоне 2015/2016 снова выступала за Россию. Мастер спорта России.

## Спортивная карьера
- Биатлоном занимается с 2005 года[3].
- Личный тренер — Владимир Вайгин[4][5], с 2010 года — Константин Вайгин.

### Юниорские и молодёжные достижения
| Год  | Место проведения | Возраст | Инд | Спр | Пр | Эст |
| 2008 | ЧМ Рупольдинг    | U19     | 9   | 10  | 4  | 5   |
| 2009 | ЧМ Кенмор        | U21     | -   | 8   | 6  | 2   |
| 2009 | ЧЕ Уфа           | U21     | -   | 2   | 4  | 1   |
| 2010 | ЧМ Турсбю        | U21     | 4   | 4   | 2  | 1   |
| 2010 | ЧЕ Отепя         | U21     | 12  | 2   | 2  | 2   |

### Участие в Чемпионатах Европы
| Год  | Место проведения | Инд | Спр | Пр | Эст |
| 2014 | ЧЕ Нове-Место    | 2   | 14  | 12 | 1   |

### Карьера в Кубке мира
- На этапе Кубка мира в Хохфильцене в сезоне 2013-14 в спринтерской гонке заняла 75 место.
- На этапе Кубка мира в Оберхофе в сезоне 2013-14 в спринтерской гонке заняла 71 место.
- На этапе Кубка мира в Антхольц-Антерсельве в сезоне 2013-14 в спринтерской гонке заняла 64 место.
- На этапе Кубка мира в Поклюке в сезоне 2013-14 в спринтерской гонке заняла 60 место.
- На этапе Кубка мира в Хольменколлене в сезоне 2013-14 в спринтерской гонке заняла 60 место.
- На этапе Кубка мира в Хольменколлене в сезоне 2013-14 в гонке преследования заняла 50 место.

### Карьера в Кубке IBU
Сезон 2009—2010
- После успешного выступления на чемпионате Европы 2010 (до 21 года), где Калина завоевала три серебряных медали, она дебютировала во взрослых международных соревнованиях — на заключительном этапе кубка IBU в Поклюке и там заняла 9, 6 и 8 место.
- Выступив в 3 гонках из 16, Анастасия в общем зачёте набрала 104 очка и заняла 43 место[6].

Сезон 2010—2011
- 28 ноября 2010 года в норвежском Бейтостолене в спринтерской гонке одержала первую победу.
- Провела за сезон 6 гонок из 17. В общем зачёте с 184 очками заняла 25 место[7].

## Экипировка
- Винтовка — ИЖ Би 7-3.
- Лыжи — Salomon.